# Santana Motor
Santana Motor S.A. fue un fabricante de automóviles, cuya planta estuvo situada en Linares (Jaén), España. En el momento de su cierre era la única empresa del sector con 100 % de capital español.

## Historia
Originalmente se creó en 1956 como la Metalúrgica de Santa Ana para fabricar maquinaria agrícola, pero pronto (en 1961) comenzó a fabricar bajo licencia los automóviles todoterreno Land Rover Santana, y un año más tarde empezó a diversificar su negocio fabricando cajas de cambio para la fábrica de Citroën en Vigo. Fabricó diversos modelos del mismo, que tuvieron una enorme popularidad entre los agricultores y ganaderos españoles, que además se exportaron a mercados como el sudamericano, norte de África y Oriente Medio, siempre con autorización de la licenciataria británica, que no era capaz de cubrir la demanda de estos lugares. En 1989 Land Rover, debido a problemas económicos, canceló su participación en Santana Motor, por lo que la empresa comenzó a comercializar versiones del Land Rover bajo la marca Santana, como fue el Santana 2500, todoterreno bastante popular en toda la geografía española durante los años 90. Los últimos modelos fabricados bajo la denominación «Land Rover Santana» se enviaron a petición del Gobierno Español como donativo a Colombia y otros pocos a México. Los coleccionistas sitúan al modelo 88 como el más emblemático para los Santana Land Rover.
La llegada al mercado de nuevos modelos de todoterreno y una cierta obsolescencia tecnológica llevó a Santana a buscar alianzas internacionales, que encontró en 1985 en la marca japonesa Suzuki; dentro del acuerdo con la misma se fabricaron modelos tales como el Samurái, Vitara y Jimny. De esta forma, los japoneses entraron en 1985 con fuerza en la empresa, hasta tomar en 1993 el 83,75 % del accionariado.
En 1995, la Junta de Andalucía compra la empresa a Suzuki. En el año 2000 se vendieron 33 821 unidades y en 2001 ese número bajó hasta las 22 736, dando unas pérdidas de 301 millones de euros. En el año 2003, Santana desarrolló un modelo de todoterreno propio, el Santana Aníbal, basado en los antiguos Land Rover, que se suministró a ejércitos como el español, el checo o el francés como vehículo todoterreno ligero.
Durante 2005, Santana presenta oficialmente los modelos 300 y 350, vehículos todoterreno basados en el Suzuki Vitara, que se dejó de fabricar en las instalaciones de la multinacional jiennense ese mismo año. El diseño frontal y trasero corrió a cargo del diseñador italiano Giugiaro.
2006 marcaría el primer año de relación entre este fabricante español y la multinacional italiana Iveco (Fiat). Dicho año se alcanzó un acuerdo de colaboración para fabricar modelos en Linares con la marca y distribución de Iveco, modelo que salió de la cadena de montaje en 2008 para ser comercializado en todo el mundo. El acuerdo también daba la posibilidad a Iveco de comprar Santana Motor hasta 2010. 
El primer modelo de la relación Iveco-Santana fue el Massif, un todoterreno derivado del antiguo Santana Aníbal. Más tarde se lanzaría el segundo modelo, denominado Campagnola (en honor al mítico Fiat Campagnola), y que no es más que un Massif en versión corta de 3 puertas. En 2008, Iveco anuncia una opción para comprar la empresa Santana-Motor dependiendo del éxito del Massif. Finalmente, esta opción no se hizo realidad. En julio de 2009, la Junta de Andalucía, a través de la Agencia IDEA (Agencia de Innovación y Desarrollo de Andalucía) asumió el control de la gestión de la compañía Santana Motor.
El 14 de septiembre de 2009 finalizó la producción del Suzuki Jimny, dando también por terminada la histórica alianza con el grupo japonés Suzuki. El último acuerdo entre las dos multinacionales daba a Santana Motor la posibilidad de fabricar el modelo Jimny bajo marca propia, tras cederle el gigante japonés la plataforma de dicho modelo. Tras mucho tiempo de especular sobre el futuro de la empresa, el 16 de febrero de 2011, una votación realizada por los trabajadores de la empresa decidió la disolución de la compañía con un 83% de votos a favor. Se descubrió como parte de la investigación del caso ERE en Andalucía a finales de 2018 la desaparición por parte de la Junta de Andalucía de un préstamo de aproximadamente 36 millones de euros, que se suponen estaban destinados al reflote de la empresa facilitando la fabricación del Iveco Massif.

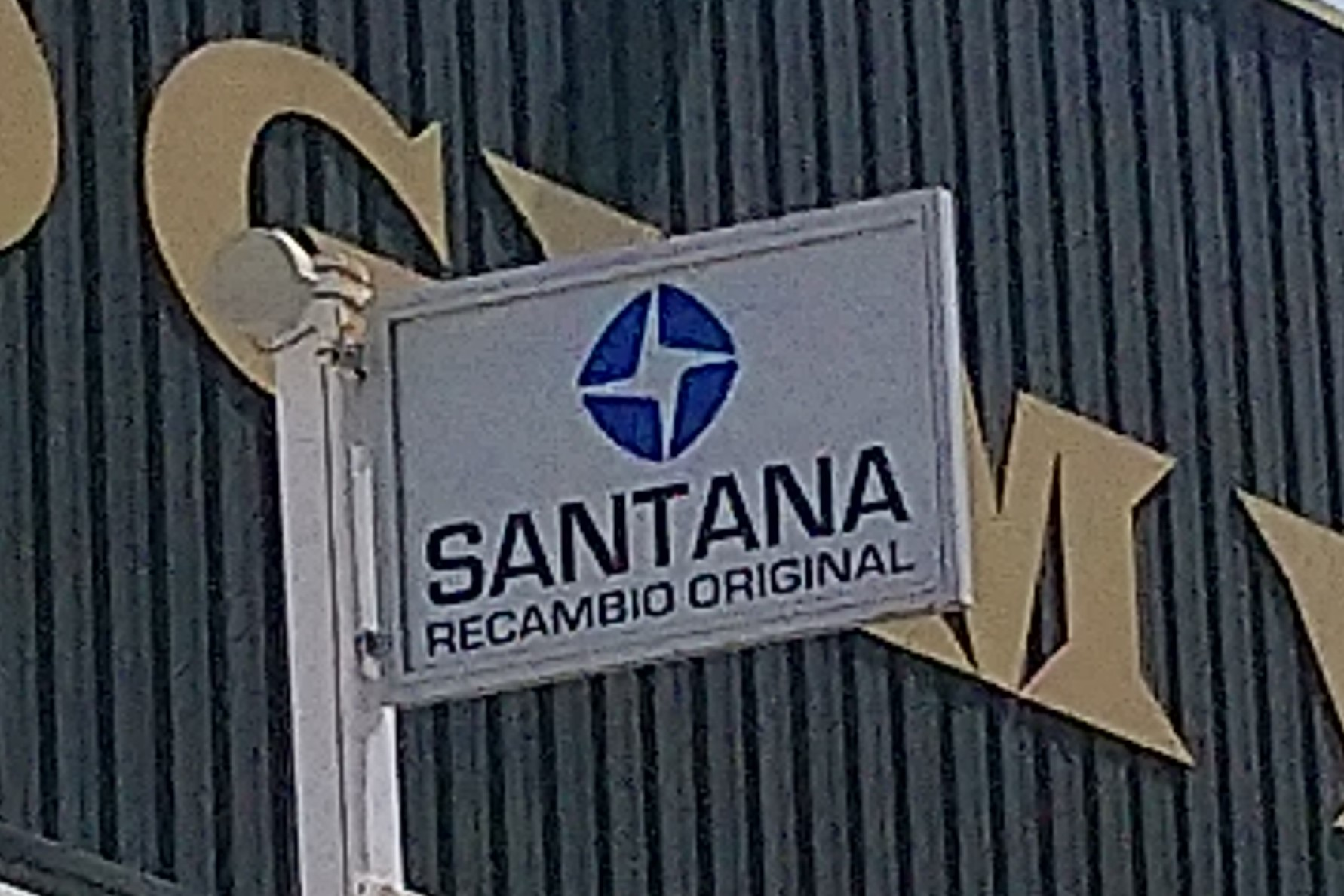
Aún existen establecimientos que proveen de repuestos a estos automóviles.

Hoy en día, los Santana, han adquirido fama en Europa, especialmente en Inglaterra donde se subastan algunos ejemplares de Land Rover Santana 88, por hasta 65 mil euros. La similitud que sigue teniendo con su primo hermano Land Rover Defender, lo ha convertido en un símbolo de vehículo todo terreno. Al mismo tiempo se ha acordado no vender los activos de la compañía, en concreto las líneas de producción. La idea es poder reanudar en un futuro la fabricación de vehículos. Se especula con la continuación de los vehículos Iveco así como fabricación de nuevos vehículos eléctricos, a pesar de la subasta de parte de la maquinaria de la que se hacía uso.
Se ha achacado el bajo rendimiento de la empresa al hecho de que gran parte de la plantilla, a veces cuantificado en un 90%, solicitara una baja temporal de su empleo para trabajar en la recogida de la aceituna, a la vez de haberse acusado a Suzuki de querer aprovechar toda la red comercial de Santana para introducir su producto en España y Europa sin tener interés en la marca.

### Centros de producción
- Linares (Fábrica principal)
- La Carolina (Instalación de componentes)
- Manzanares (Fábrica de componentes). Hoy Systems And Manufacturing Spain.

## Modelos de producción

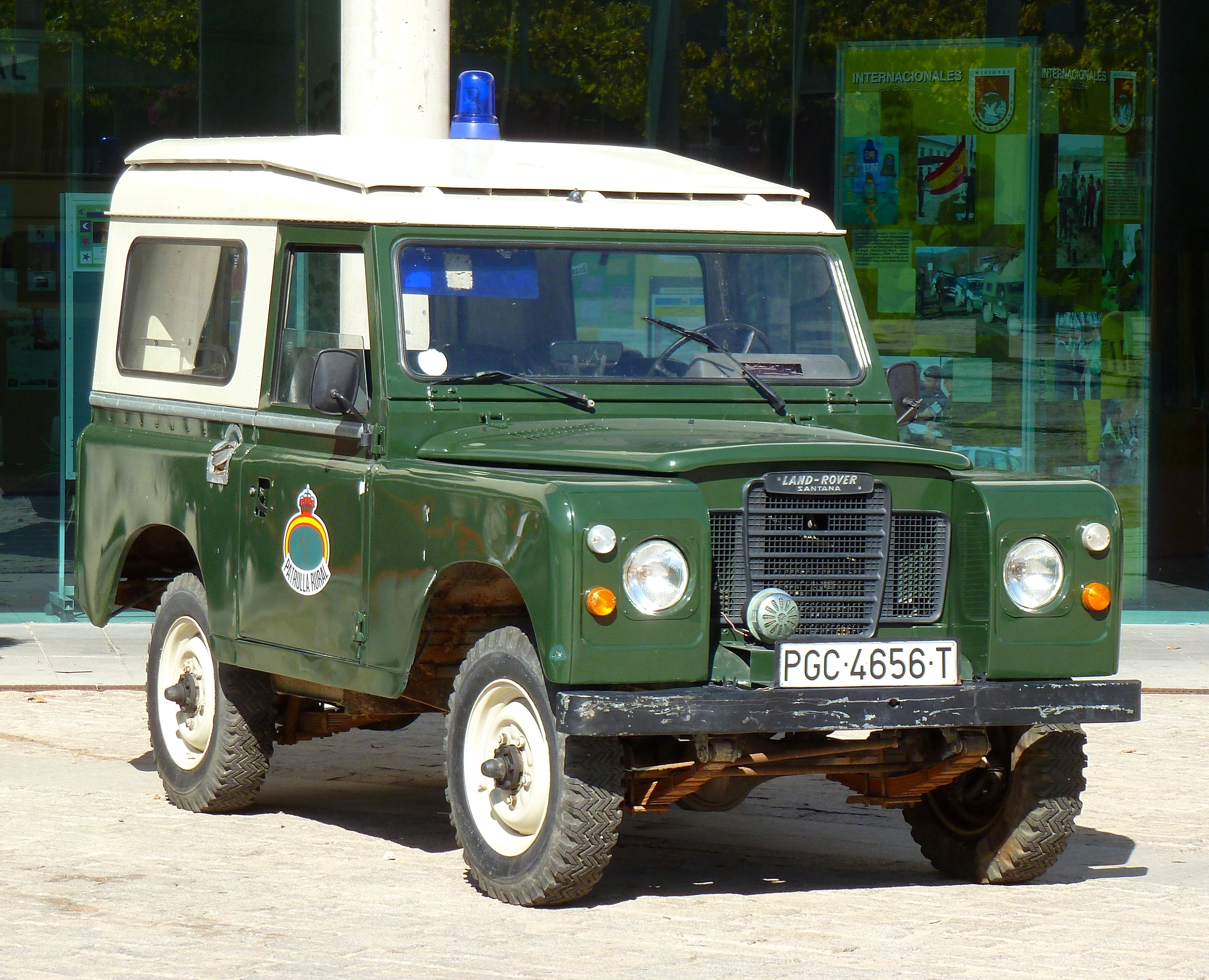
Land Rover Santana 88, modelo utilizado por la Guardia Civil.

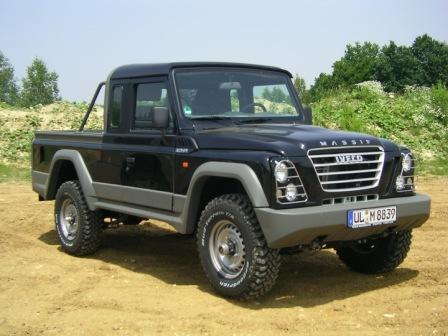
Iveco Massif.

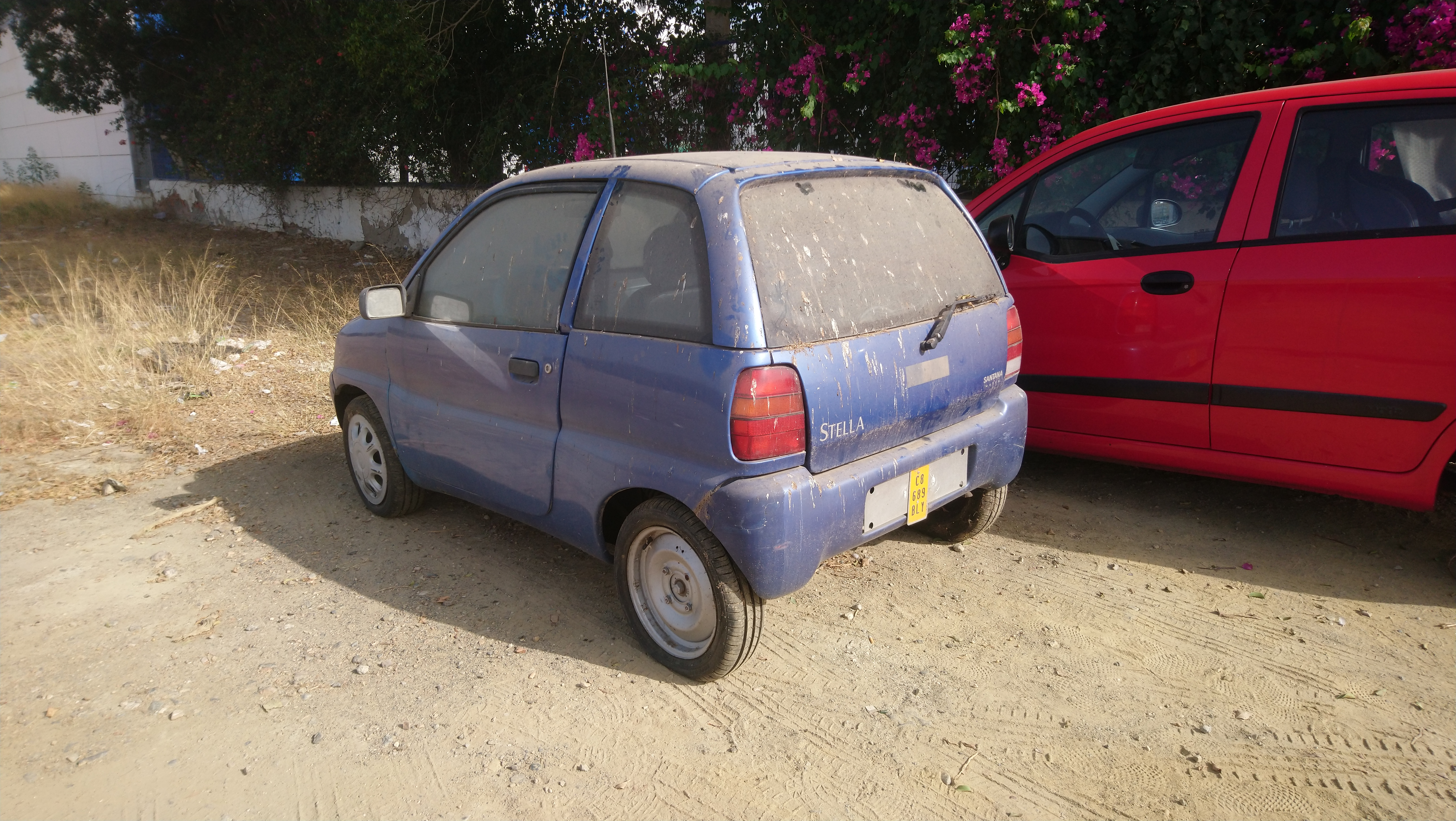
Santana Stella

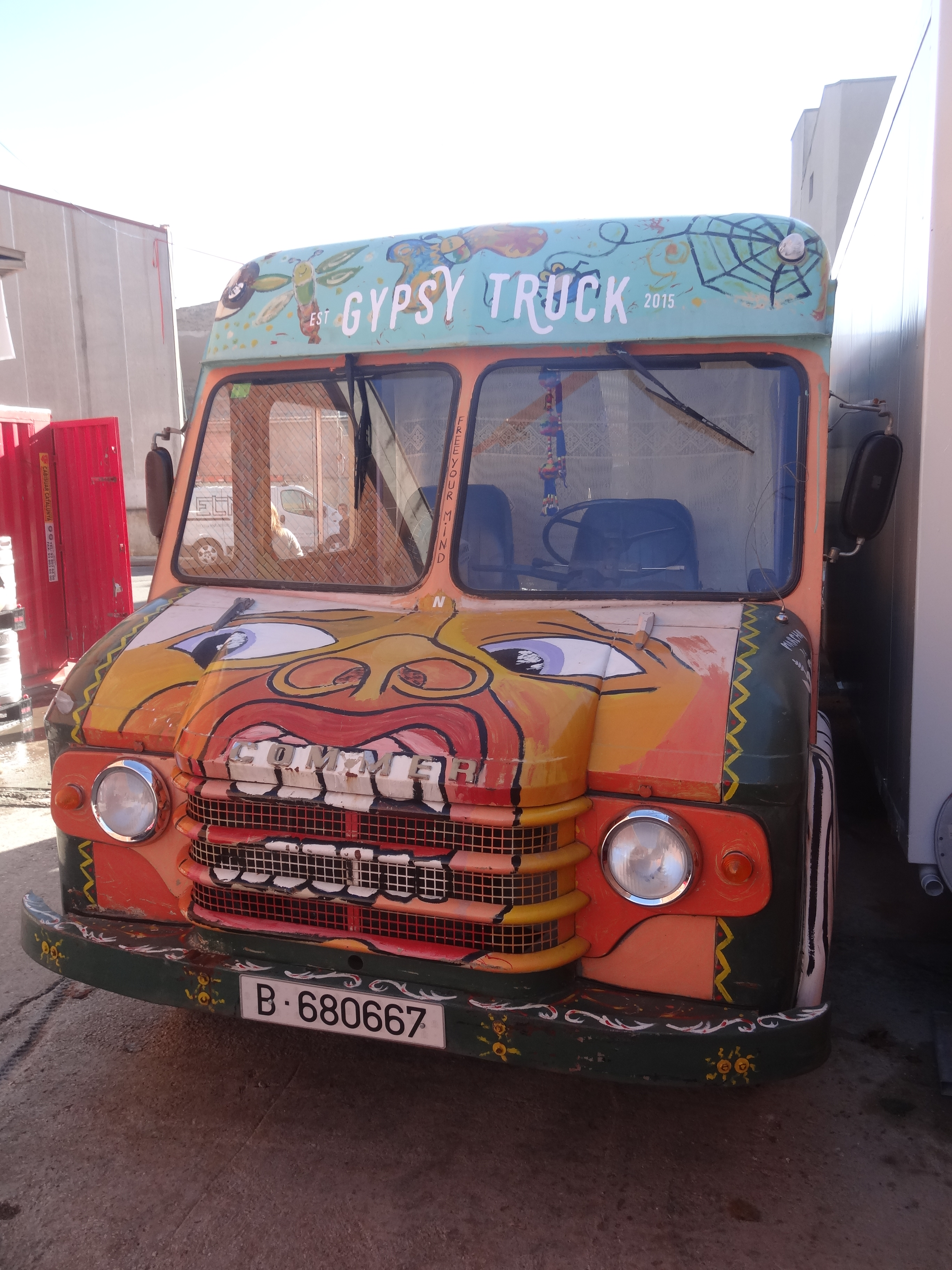
Commer Santana adaptada como Food truck.

### Land Rover Santana
- 1958 - Land Rover Serie II (88 pulgadas) bajo licencia Rover
- 1959 - Land Rover Serie II (109 pulgadas) bajo licencia Rover
- 1967 - Land Rover Santana 1300
- 1968 - Land Rover serie II 5 puertas
- 1969 - Land Rover Santana Ligero. Desarrollo militar de la serie II en 88 y 109 pulgadas
- 1974 - Land Rover Santana Serie III
- 1975 - Land Rover Santana 109e ETRS Mercurio
- 1978 - Land Rover Santana Serie III Especial
- 1981 - Land Rover Santana 2000
- 1982 - Land Rover Santana Cazorla
- 1983 - Land Rover Santana Super

### Santana
- 1984-1994 - Santana 2500
- 1984-1994 - Santana 2.5
- 1999 - Santana Stella
- 2004-2011 - Santana Aníbal (modelo militar)
- 2005 - Santana 300/350

### Suzuki Santana
- 1985-2003 - Suzuki Jimny 1000/SJ410
- 1985-2003 - Suzuki Jimny Samurai 1300/SJ413
- 1992-2004 - Suzuki Vitara
- 1998-2009 - Suzuki Jimny

### Iveco Santana
- 2007-2011 - Iveco Massif
- 2008 - Iveco Campagnola

### Otros
1964 - Commer Walk-Thru

### Prototipos
- Santana M 225
- Santana 300-M
- 2000 - PS10 - Prototipo desarrollado sobre la base del 109, su fecha prevista de lanzamiento al mercado era el verano del año 2000. Se realizaron las homologaciones e incluso se presentó a la prensa especializada. Al parecer problemas financieros de la firma hicieron inviable el proyecto que nunca vio la luz.
- 2009 - Santana Mahorí

## Acuerdos con otras empresas
En febrero de 2005, Santana Motor S.A y la empresa Construcciones y Auxiliar de Ferrocarriles (CAF) llegaron a un acuerdo para fabricar en la factoría linarense vagones de trenes ligeros metropolitanos, conocidos popularmente como metros. Actualmente se encarga de la fabricación de unidades para el metro de Sevilla, que aún tiene en construcción la mayoría de sus líneas, habiendo entregado Santana la primera de las diecisiete unidades contratadas el mes de julio de 2006.
En octubre de 2005 Santana Motor constituye con Gamesa una sociedad ubicada en Linares que fabrica componentes para el montaje de equipos de energía renovables, más concretamente torres de aerogeneradores eólicos.
A partir de 2005, Santana Motor inició su proceso de diversificación, sellando la primera alianza con una multinacional líder en su sector, a la que han seguido nuevos acuerdos con empresas del sector del transporte, del eólico o de la energía solar.

### Gamesa / Daniel Alonso
Santana Motor y Gamesa acordaron en octubre de 2005 la puesta en marcha de un proyecto industrial conjunto para la fabricación de componentes de equipos de energías renovables en las instalaciones de la factoría linarense. Para ello, las dos firmas constituyeron una nueva sociedad participada, Aemsa Santana, en la que Gamesa es el socio mayoritario con el 70 % y Santana Motor participa con el 30 % restante.
Posteriormente, en junio de 2007, el Grupo Daniel Alonso de Avilés, acordó con Gamesa la puesta en marcha de un proyecto industrial conjunto para la fabricación de torres eólicas en varios centros productivos en España, entre los que se encuentra el de Linares. Este acuerdo ha supuesto la constitución de una sociedad denominada Windar, de la que forma parte Aemsa-Santana.
La nueva sociedad, Windar, ha construido en Linares una planta con una superficie total de 10 000 metros cuadrados, que se utilizan para el montaje de tramos de torres para aerogenera-dores de última generación de Gamesa. Este centro productivo tiene una capacidad de 800 tramos de torre/año, ya emplea a más de un centenar de trabajadores y llegará a 120 cuando la planta se encuentre a pleno rendimiento, con una inversión aproximada de 4 millones de Euros.
La presencia de Gamesa y Grupo Daniel Alonso en el complejo industrial linarense supone un gran impulso para Santana Motor, no solo para mantener la actividad industrial que tenía hasta ahora, sino para abrir una nueva línea de producción que posibilite la consolidación de los niveles de empleo actuales y el futuro incremento de los mismos. Igualmente, este acuerdo supone la radicación en Andalucía por primera vez de una gran empresa dedicada, entre otras actividades, al diseño, fabricación y mantenimiento de aerogeneradores y que actualmente se encuentra en una interesante fase de expansión e internacionalización dentro de un mercado en claro auge.

### Iturri
La multinacional sevillana Iturri y la firma jienense Santana Motor acordaron en el mes de enero de 2007 iniciar un nuevo proyecto empresarial conjunto para la fabricación de vehículos industriales ligeros contra incendios, emergencias y catástrofes en las instalaciones que la factoría linarense posee en La Carolina. El acuerdo supone la constitución de una nueva sociedad participada en la que Iturri es el socio mayoritario con el 75 % y Santana Motor participa con el 25 %.
La nueva empresa ha iniciado su actividad sobre una planta de 7000 metros cuadrados de superficie, de los que 4.000 van destinados a producción y oficinas, y el resto se utilizan para el almacenaje del producto terminado o de vehículos aún pendientes de adaptar a otros usos específicos (contra incendios, blindados, unidades repostadoras...)
Iturri Santana, que en una primera fase se dedica a la fabricación de vehículos sanitarios, incorporará posteriormente otro tipo de modelos industriales del sector de las emergencias, contra incendios y catástrofes. La nueva planta ha comenzado con una producción de 170 unidades/año para llegar a una producción de 750 unidades/año, y emplea inicialmente a una plantilla aproximada de 20 personas, que se espera ampliar en los próximos tres años hasta alcanzar las 150. Con esta producción se pretende atender tanto al mercado nacional como de exportación.
La inversión requerida en esta fase inicial del proyecto ronda los 1,2 millones de euros, con el fin de poder adecuar y equipar las instalaciones existentes para que sean utilizadas en la fabricación de los productos de la nueva compañía.

### Suzuki
Santana Motor y Suzuki Motor Corporation suscribieron en el mes de marzo de 2007 un nuevo acuerdo empresarial en el que se establecía una prórroga de la licencia para la fabricación del todoterreno Suzuki Jimny hasta septiembre de 2009.
El acuerdo, fruto de las negociaciones iniciadas en Japón en 2005 por los responsables de la Consejería de Innovación, Ciencia y Empresa y Santana Motor con los de la compañía nipona, contempló además la cesión a Santana Motor, a partir de septiembre de 2009 de la plataforma sobre la que se fabricó el modelo Jimny para que la firma jiennense comercializara este todoterreno con su marca, al igual que venía haciendo con el Vitara desde 2006.
El acuerdo contemplaba también un contrato de suministros por el que Santana Motor se garantizaba los componentes necesarios para la fabricación del Jimny sin apenas alteración del precio hasta el año 2012, y el compromiso de Suzuki de maximizar las ventas del modelo Jimny fabricado en Linares con un incremento del precio de venta del 3 % para el año 2007 y del 50 % del IPC para los años siguientes.

### Enertol
En noviembre de 2007, Santana Motor reforzó su plan de diversificación creando una alianza con la sociedad Enertol, de la que forman parte la empresa tecnológica israelí Ener-t y la navarra Grupo Enhol. La nueva sociedad fabricó componentes para la industria termosolar, con una planta industrial en el municipio jiennense de La Carolina.

### Covasur
Santana Motor reforzó en diciembre de 2007 su línea de diversificación en el sector ferroviario con la creación de una nueva sociedad fruto de su alianza con las empresas GEA 21, CAF y el Grupo Gallardo.

### Fiat Iveco
Santana Motor y la multinacional italiana Fiat Iveco alcanzaron en el mes de mayo de 2006 un acuerdo para la comercialización conjunta de un nuevo todoterreno a partir del modelo Aníbal.
El acuerdo entre ambas firmas preveía el desarrollo de un nuevo vehículo todoterreno 4x4 de uso profesional derivado del PS10 de Santana, conocido como Aníbal, fabricado por la factoría de Linares con tecnologías de Iveco, y que se bautizó como Massif.
Tras un año de trabajo conjunto entre las dos empresas en el rediseño y mejora del modelo, Iveco y Santana Motor firmaron el acuerdo industrial para el desarrollo y producción del vehículo todoterreno Massif.
Iveco comercializó un vehículo de altas prestaciones para aplicaciones todoterreno profesionales, en versión civil y militar, adoptando soluciones de propulsión y transmisión procedentes de tecnología Iveco. 
El Massif estuvo disponible en versión station wagon de 3 y 5 puertas, pick-up y chasis cabina, con dos motorizaciones.